# Eyjólfsson
Eyjólfsson ist ein isländischer Name.

## Herkunft und Bedeutung
Eyjólfsson ist ein Patronym und bedeutet Sohn des Eyjólfur. Die weibliche Entsprechung ist Eyjólfsdóttir (Tochter des Eyjólfur).

## Namensträger
- Aðalsteinn Eyjólfsson (* 1977), isländischer Handballtrainer und -spieler
- Ásgeir Eyjólfsson (1929–2021), isländischer Skirennläufer
- Egill Eyjólfsson (1295–1341), isländischer Priester, Bischof von Hólar
- Hólmar Örn Eyjólfsson (* 1990), isländischer Fußballspieler
- Magnús Eyjólfsson (1435–1490), isländischer Priester, Bischof von Skálholt
- Sigurður Eyjólfsson (* 1973), isländischer Fußballspieler und -trainer
- Trausti Eyjólfsson (1927–2010), isländischer Leichtathlet